# 启辉器

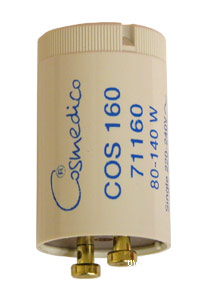
啟動器

啟動器，實際上是為了預熱燈絲，並將日光燈兩端電壓升高，以利點亮燈管所設計的一個自動啟動開關。內部利用高壓導通燈管裡的汞蒸氣，燈管裡的汞蒸氣一經導通並正常工作後，由於日光燈管的負阻特性，其兩端電壓將低於启辉器放電管的電離電壓，放電管將保持熄滅狀態。

## 種類

日光燈電路圖 A:日光燈管 B:電源 C:啟動器 D:雙金屬片放電管 E:電容器 F:燈絲 G:安定器

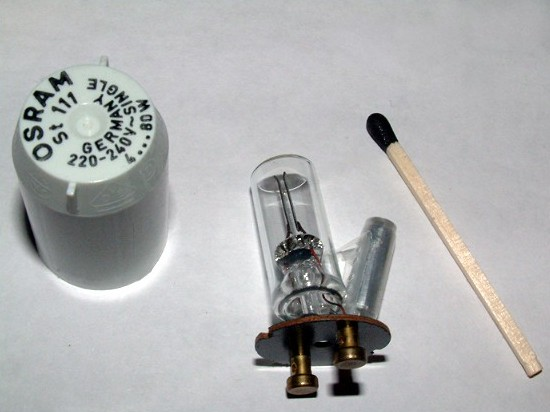
傳統啟動器的內部構造

### 傳統啟動器
通常由內含雙金屬片溫度開關的特製氖氣放電管構成，並且並聯一電容器以抑制開關時造成的火花與雜訊，需搭配線圈型傳統安定器使用。電路中，镇流器與日光燈管串聯，日光燈管與启辉器並聯（忽略日光燈管燈絲）。
加電後，启辉器放電管两端电压造成其導通，其熱量促使雙金屬片弯曲由斷開到閉合形成短路，放电管停止放电。此时交變電流通過镇流器、燈絲和闭合的雙金屬片，于是燈絲被加热，产生热发射将离子发射到日光灯管中。启辉器放電管熄滅後。失去熱量的雙金屬片很快斷開，回路中交變電流骤然停止，镇流器因為自感而產生暫態高電壓，此高電壓將載入到與镇流器串聯的日光燈管上。如果此时日光灯管内有足够的离子则会被點亮，同时电压将不再在启辉器上。如果此时日光灯管内离子不够则不会被點亮，电压再次作用于启辉器上造成放電管導通发热，于是上述循环再次进行，直到燈絲发射了足够的离子造成日光灯管被点亮，所以启辉器经常在启动时会先闪烁几次。

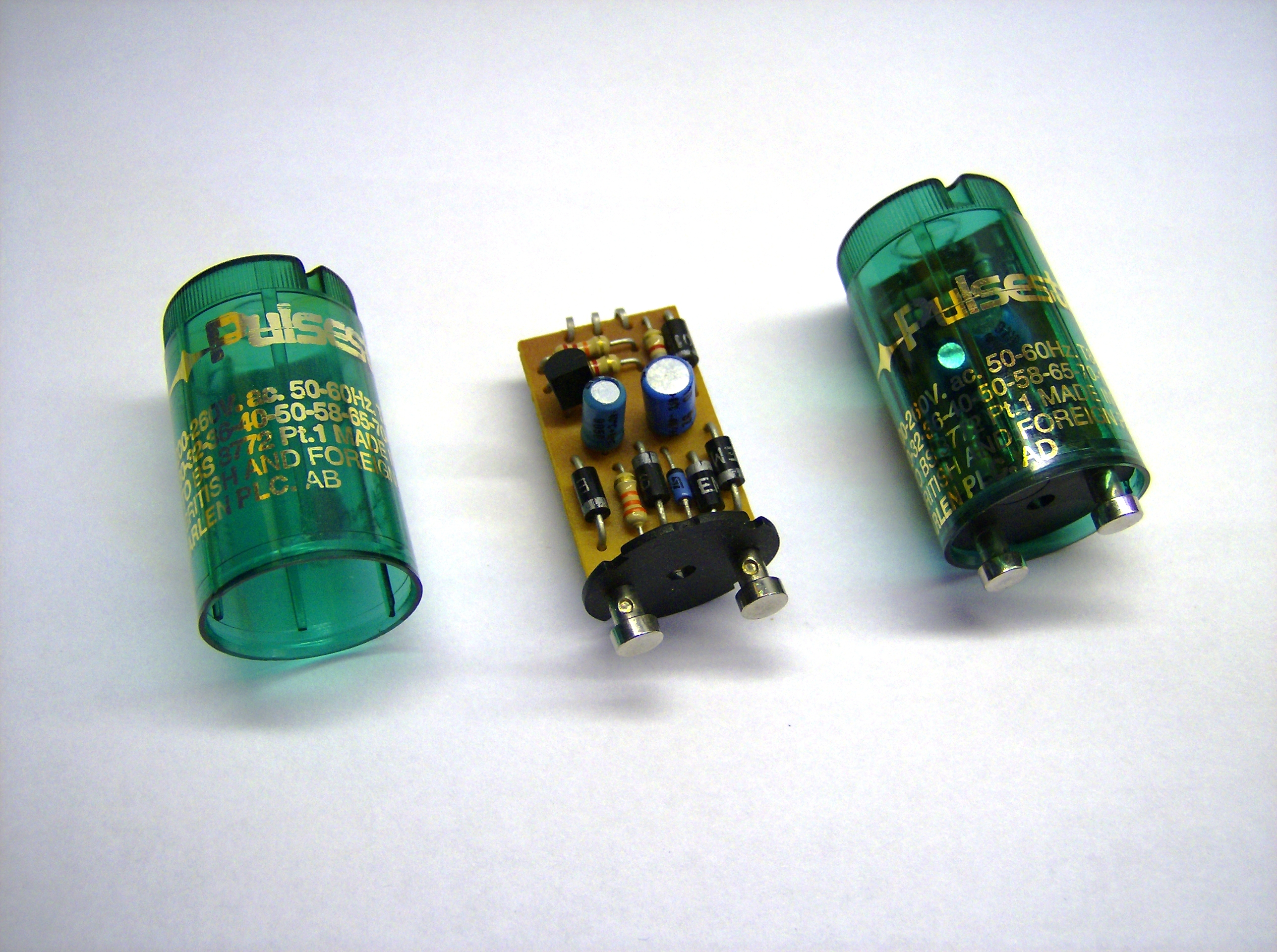
電子啟動器。

### 電子啟動器
使用電子電路製成的啟動器。

### 免用啟動器的電子式安定器
使用電子式安定器時，一般可直接啟動日光燈，不再需要額外使用啟動器。

## 中文别名
启辉器在北京话中称为“憋火儿”，天津话则借用感抗型镇流器的英文名称choke将启辉器称为“球克”。粤语则将启辉器按英文名称starter音译为“士撻膽”，吴语区亦采用starter的音译“史帶脱”。因启辉器会闪烁几次，四川话地区称之为“跳泡”。